# 訃報 1997年1月
訃報 1997年1月（ふほう 1997ねん1がつ）では、1997年（平成9年）1月中に物故した、又は物故が報じられた人物についてまとめる。

## （1日 - 15日）

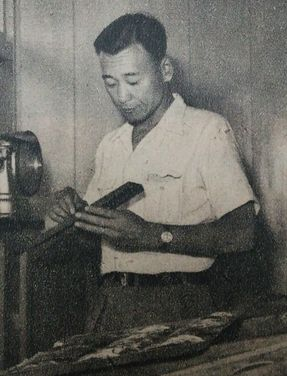
山下好一／1月7日没

- 1月5日 - ヴェロ・コプナー・ウィン＝エドワーズ、動物行動学者（* 1906年）
- 1月5日 - 宮田雅之、切り絵作家（* 1926年）
- 1月6日 - シャーンドル・ヴェーグ、ヴァイオリニスト（* 1912年）
- 1月7日 - 尾茂田叶、プロ野球選手（* 1909年）
- 1月7日 - 津村枕石、書家（* 1912年）
- 1月7日 - 山下好一、プロ野球選手（* 1912年）
- 1月10日 - 野田弘、作詞家、坂出市教育長（* 1919年）
- 1月13日 - 永田亮一、政治家（* 1911年）
- 1月13日 - 毛利蔵人、作曲家（* 1950年）
- 1月15日 - 木下蓮三、アニメーション作家（* 1936年）

## （16日 - 31日）

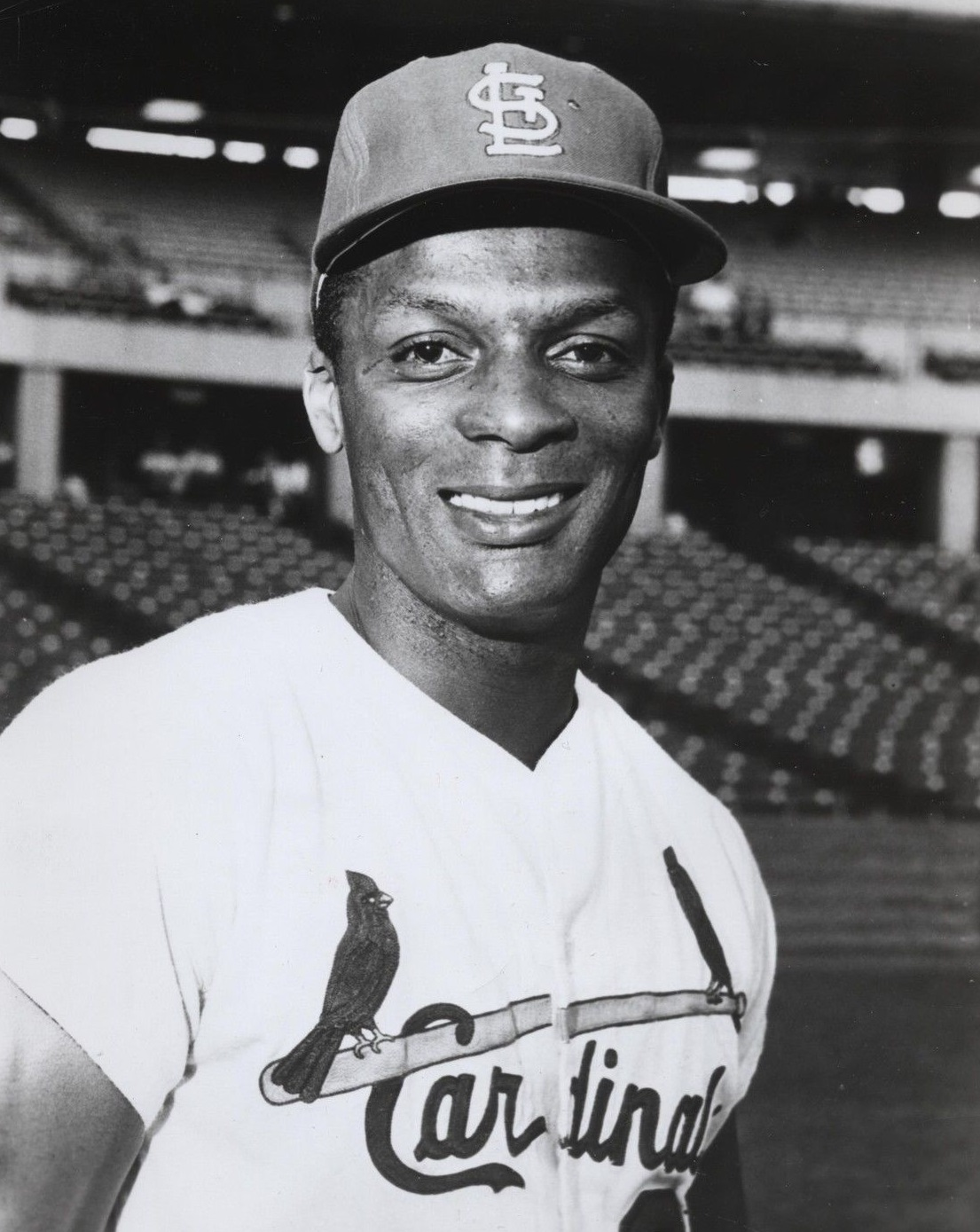
カート・フラッド／1月20日没

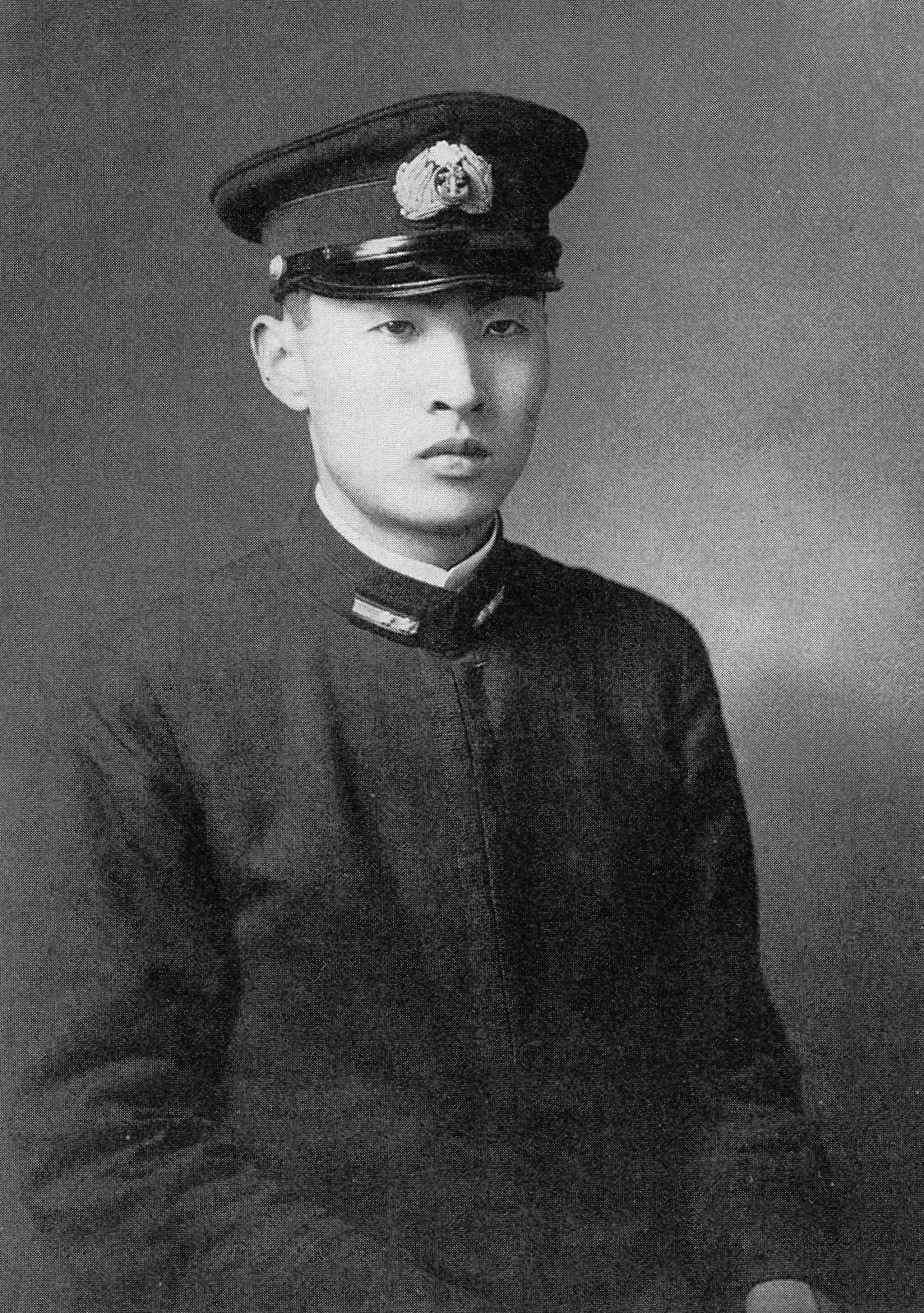
百瀬晋六／1月21日没

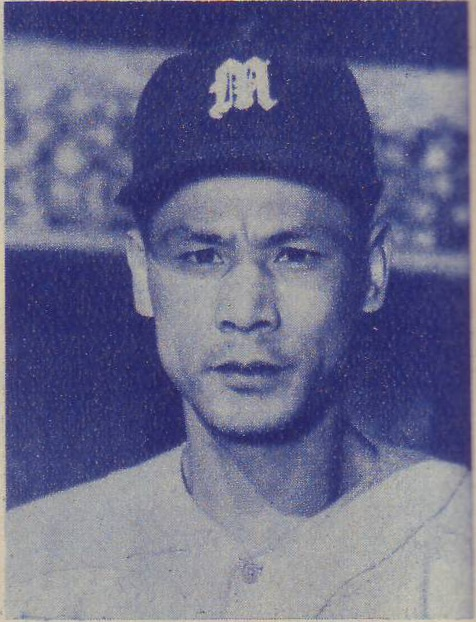
荒川昇治／1月28日没

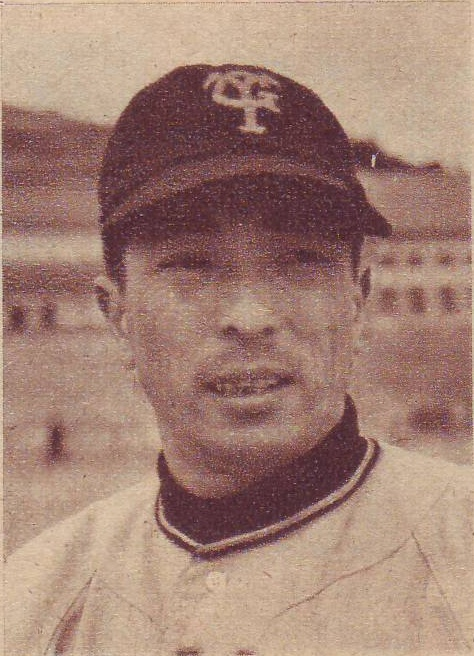
内堀保／1月30日没

- 1月16日 - 古澤憲吾、映画監督（* 1919年）
- 1月16日 - 村木忍、日本映画の美術監督（* 1923年）
- 1月19日 - 細谷治嘉、政治家（* 1912年）
- 1月19日 - アドリアナ・カセロッティ、女優・歌手（* 1916年）
- 1月20日 - 杉森久英、小説家（* 1912年）
- 1月20日 - 宮坂将嘉、俳優（* 1912年）
- 1月20日 - カート・フラッド、メジャーリーガー（* 1938年）
- 1月21日 - 三神勲、英文学者（* 1907年）
- 1月21日 - 百瀬晋六、富士重工業元取締役、スバル・360の開発者（* 1919年）
- 1月22日 - 神崎敏雄、政治家（* 1912年）
- 1月24日 - 渡名喜元完、日本最高齢だったとされる男性（* 1884年）
- 1月26日 - 藤沢周平、小説家（* 1927年）
- 1月27日 - 鈴木康文、歌人（* 1896年）
- 1月28日 - 綱島新八、プロ野球選手（* 1919年）
- 1月28日 - エドモン・ド・シュトウツ、指揮者（* 1920年）
- 1月28日 - 荒川昇治、元プロ野球選手（* 1924年）
- 1月29日 - 野田卯一、政治家、元経済企画庁長官・行政管理庁長官・建設大臣（* 1903年）
- 1月29日 - 原田憲、政治家、元経済企画庁長官・郵政大臣・運輸大臣（* 1919年）
- 1月30日 - 内堀保、元プロ野球選手（* 1917年）